# Thecla ceranus
Thecla ceranus är en fjärilsart som beskrevs av Jean Baptiste Godart 1823. Thecla ceranus ingår i släktet Thecla och familjen juvelvingar. Inga underarter finns listade i Catalogue of Life.